# Constantin Tănase (Schauspieler)

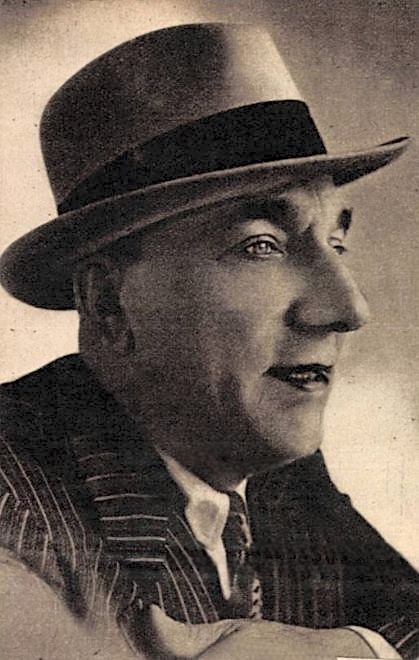
Constantin Tănase, 1935

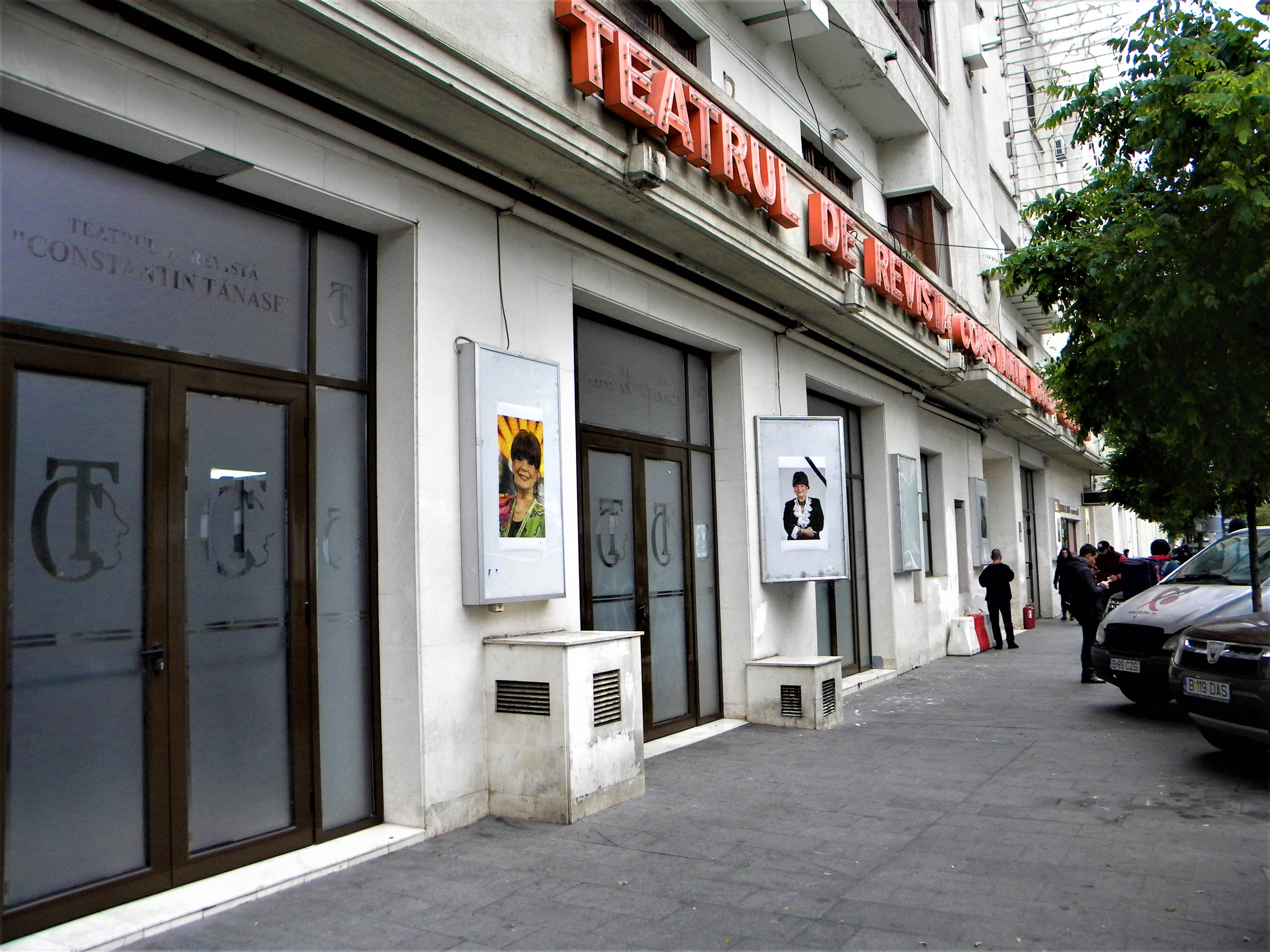
Revuetheater Constantin Tănase in Bukarest

Constantin Tănase ([konstanˈtin təˈnase]; * 5. Juli 1880 in Vaslui; † 29. August 1945 in Bukarest) war ein rumänischer Schauspieler, Theaterregisseur und Dramatiker.

## Ausbildung und Karriere
Tănase versuchte nach Abschluss des Gymnasiums im Jahr 1896 zunächst, sich an der Militärakademie in Iași einzuschreiben, scheiterte jedoch am medizinischen Eignungstest. Anschließend besuchte er für kurze Zeit das "Nicolae Bălcescu"-Gymnasium in Brăila, musste dieses aber aus finanziellen Gründen wieder verlassen. Mit 18 Jahren arbeitete Tănase als Lehrer an Schulen in Cursești (Rahova) und Hârșoveni. Im Sommer 1905 schloss Tănase seine Schauspielausbildung ab und heiratete im selben Jahr die Schauspielerin Iosefina Reitman. Er begann seine Theaterkarriere mit kleinen Rollen am Nationaltheater und spielte später in verschiedenen Privatensembles, die sich auf Operetten und Komödien spezialisierten.
Am 2. Juli 1919 gründete Tănase seine eigene Revue-Theatergruppe "Cărăbuș" in Bukarest. Mit dieser Truppe schuf er eine neue Tradition des Kabarett- und Revuetheaters, die auch heute noch im nach ihm benannten "Constantin Tănase"-Theater in Bukarest fortgeführt wird. Constantin Tănase starb am 29. August 1945 in Bukarest infolge einer Mandelentzündung.

## Künstlerischer Stil
Tănase entwickelte eine charakteristische Bühnenfigur: den einfachen, gedemütigten Bürger, der stets im Konflikt mit der Staatsbürokratie steht. Diese Figur, erkennbar an ihrem karierten Anzug, einer Chrysantheme im Knopfloch und einem Spazierstock, wurde zum Sprachrohr benachteiligter sozialer Gruppen. Mit seiner "Cărăbuș"-Truppe unternahm Tănase zahlreiche Tourneen. Er förderte die Karrieren vieler Künstler, darunter Maria Tănase und Horia Șerbănescu. Tănase trat noch ein Jahr nach der Ankunft der Russen 1945 in Bukarest auf und satirisierte die Rotarmisten, die sämtliches sichtbares Privateigentum von der Bevölkerung forderten, insbesondere Uhren. Die Soldaten forderten diese mit den Worten „Davai ceas“ (davai – russisch für „Gib mir“, und ceas – rumänisch für „Uhr“). Tănase dichtete dazu eine Strophe:
| Rumänisch | deutsche Übersetzung |
| --- | --- |
| Rău a fost cu „der, die, das“ Da-i mai rău cu „davai ceas“ De la Nistru pân' la Don „Davai ceas, davai palton Davai casă și moșie Harașo, tovărășie!“ | Schlimm war’s schon mit „der, die, das“, doch mit „her die Uhr“ erst recht kein Spaß! Vom Dnister bis zum Don, „Gib Uhr, gib Mantel!“ war der Ton. „Haus und Hof, gib alles her, Genosse sein ist halb so schwer!“ |

## Auszeichnungen
Am 28. Januar 1942 wurde Tănase mit dem Orden der Krone von Rumänien Rang eines Kommandeurs (Ordinul „Coroana României“) ausgezeichnet. 

## Filmografie
- 1924: Peripițiile călătoriei lui Rigadin de la Paris la București (Stummfilm)
- 1932: Visul lui Tănase
- 1943: Răbdare Tănase!